# Domenico Cerato

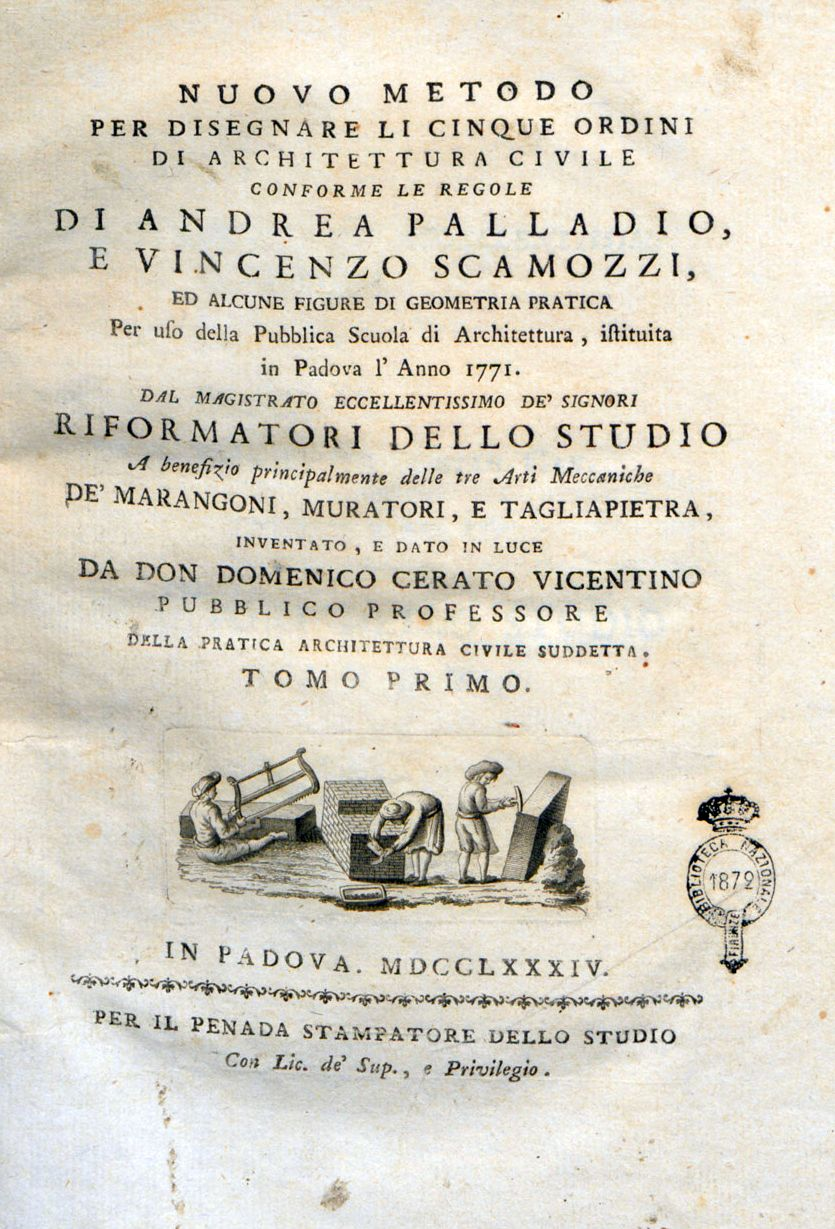
Nuovo metodo per disegnare li cinque ordini di architettura civile, 1784

Domenico Cerato (Mason ?, 4 agosto 1715 – Padova, 30 maggio 1792) è stato un architetto e presbitero italiano della Repubblica di Venezia.

## Biografia
Di umili origini, in giovanissima età fu adottato dal conte Francesco Cerato Loschi con il consenso della moglie Carolina Loschi. Non è chiaro chi fosse il padre naturale: per alcuni si tratterebbe di Bernardo Fradellini, amministratore dei beni Cerato a Mason, secondo altri lo stesso conte Francesco.
Fu mandato a studiare presso il seminario di Vicenza e successivamente, nel 1733, presso quello di Padova, ricevendo infine in eredità, nel 1747, un consistente patrimonio. È probabile che il suo interesse per l'architettura fosse iniziato già durante gli studi condotti con i Gesuiti, che erano soliti formare i progettisti all'interno del proprio ordine. Dal 1749 è attivo come architetto a Vicenza e nella provincia, lavorando soprattutto per gli ordini religiosi. Inaugurò a Vicenza una scuola di architettura, della durata di 10 mesi, tra le primissime nel territorio della Repubblica veneta.

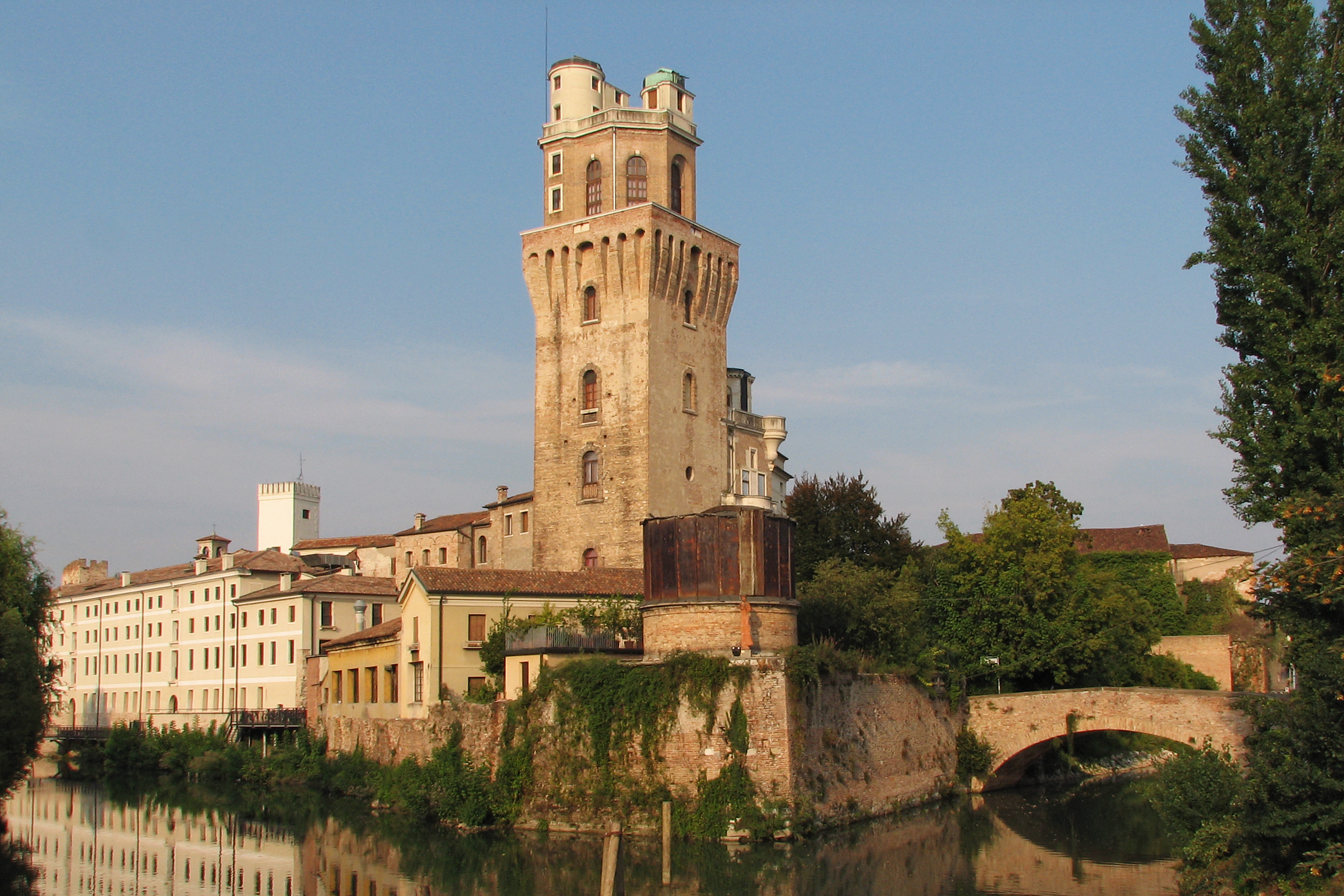
La Torlonga del Castello di Padova

Tra le sue opere architettoniche vanno ricordati: l'estensione del palladiano Palazzo Civena Trissino dal Vello d'Oro a Vicenza (1750), il progetto del Seminario maggiore di Padova (affidatogli da Nicolò Giustiniani, vescovo di Padova, nel 1766) e l'adattamento dell'antica Torlonga del Castello di Padova come osservatorio astronomico, incarico che svolse insieme all'astronomo e antico compagno di studi Giuseppe Toaldo. Sempre a Padova egli, sviluppando l'intuizione iniziale di Andrea Memmo, predispose il progetto per la trasformazione di Prato della Valle. Nella città diresse anche il progetto di adattamento del Monastero di Sant'Antonio di Vienna a Collegio San Marco. A Domenico Cerato si deve infine il progetto per il nuovo Ospedale civile di Padova, preparato da studi risalenti al 1771 e anticipato concretamente da una breve nota in argomento, stesa per incarico del Memmo l'8 febbraio 1776. Posta la prima pietra il 20 dicembre 1778, l'edificio veniva inaugurato il 29 marzo 1798.

## Opere
(elenco parziale)

### Architetture
- Ampliamento di Palazzo Civena Trissino dal Vello d'Oro a Vicenza (1750)
- Seminario maggiore di Padova (progetto)
- Ristrutturazione della Torlonga del Castello di Padova come osservatorio astronomico (con Giuseppe Toaldo, 1767)[2]
- Prato della Valle (progetto)
- Ospedale civile di Padova (1778-1798)
- Seminario vescovile, Verona
- Seminario vescovile (poi Archivio di Stato), Rovigo[3]
- Villa Querini, per Angelo Querini, Altichiero (Padova) (distrutta nel primo Novecento)[4]
- Palazzetto per Angelo Querini in Prato della Valle (civ.7), Padova
- Duomo di Cittadella

### Opere pubblicate
- Nuovo metodo per disegnare li cinque ordini di architettura civile, vol. 1, Padova, Giovanni Battista Penada, 1784.
- Nuovo metodo per disegnare li cinque ordini di architettura civile, vol. 2, Padova, Giovanni Battista Penada, 1784.